# Giuseppe Bellocco
 Giuseppe Bellocco (Rosarno, 22 de fevereiro de 1948) é um criminoso italiano e membro da 'Ndrangheta. Ele é o capobastone (posição de alto escalão) do Bellocco 'ndrina de Rosarno na Calábria (unidade básica da 'Ndrangheta da Calábria, composta de parentes de sangue, e é o equivalente a 'família' da máfia siciliana). Ele era um fugitivo desde 1997, incluso na lista dos fugitivos mais procurados na Itália até sua captura em julho de 2007.
O clã Bellocco é um dos grupos mais poderosos do 'Ndrangheta. Suas atividades variavam de tráfico de drogas e extorsão ao controle de quase todos os negócios comerciais na planície de Gioia Tauro. Em conjunto com o clã Pesce e em colaboração com o Piromalli-Molè 'ndrina, eles controlaram os contratos públicos para a construção do terminal de contêineres no porto de Gioia Tauro.
A carreira criminosa de Bellocco remete ao ano de 1974, quando este foi preso por extorsão e roubo. Ele passa a chefiar o clã após a prisão de seu primo Gregorio Bellocco, em fevereiro de 2005.
Giuseppe foi preso na empresa de sua esposa em 16 de julho de 2007, em um bunker subterrâneo escondido sob uma manjedoura, em uma fazenda perto de Rosarno. Ele estava presidindo uma reunião da 'Ndrangheta. Unidades policiais especiais, apoiadas por três helicópteros, cercavam a fazenda sabendo que Bellocco estava dentro. Quando invadiram o prédio, encontraram oito pessoas e nenhum sinal do alvo principal. Uma busca de duas horas levou à descoberta do esconderijo de Bellocco.